# ランファナンの戦い
ランファナンの戦い (ランファナンのたたかい、英語: Battle of Lumphanan)は、1057年8月15日にスコットランド王マクベスとマルカム（後のマルカム3世）と争い、戦死した戦い。戦場は伝統的にアバディーンシャーのランファナン砦とされている。ランファナン砦の南西300メートルほどの地点に、マクベスが首を取られた場所であるという「マクベスの石」がある。マクベス勢の残党は北方へ退却してルーラッハを擁立したが、7か月後に彼も殺害され、マルカム3世の元でスコットランド王国は再統一された。

## 背景
マクベスとの戦いで父ダンカン王が戦死した後、マルカムはおじのノーサンブリア伯シーワードによって匿われていた。シーワードの後ろ盾によって、マルコムは1054年ダンシネインの戦いではじめてマクベスと対戦し、王位奪取には失敗したものの自身の土地を取り戻した。いくつかの文献はイングランド国王エドワード懺悔王がシーワードに対しスコットランド侵攻を命じたと伝えている。

## 戦闘
北部に退却後、マクベスは今日のアバディーンシャー・ランファナンでの戦いで再びマルカムと相まみえることとなる。戦闘自体はマクベスが致命傷を負い、それが元で後に死去したことを除けば比較的小規模なものであったらしい。文献は戦いが「森の中」で行われたと説明している。
古戦場にある、「マクベスの石」と呼ばれる大きな巨礫が伝統的にマクベスが負傷した場所を示しているとされてきた。

## その後
マクベスの死後、彼の養子ルーラッハが新たな王として即位した。18週間後、1058年に彼は「裏切り」によってアバディーン近くのエシー（Essie）でマルカムに殺害された。王位を勝ち取ったマルカムは、イングランド人の王妃マーガレットの助けを借りながらゲール文化をスコットランドから取り除くという大仕事に取り掛かった。